# Tipula (Microtipula) schildeana
Tipula (Microtipula) schildeana is een tweevleugelige uit de familie langpootmuggen (Tipulidae). De soort komt voor in het Neotropisch gebied.